# 도가도
도가도(베네토어: Dogado)는 도제가 이끄는 베네치아 공화국의 본토이다. 베네치아 시와 로레오에서 그라도까지의 좁은 해안 지구로 이루어져 있으며, 시간이 흘러 남쪽으로는 고로, 서쪽으로는 폴레시네와 포도바노, 북쪽으로는 트레비사노와 프리울리, 동쪽으로는 이존초 강 하구까지 확장되었다.
베네치아를 제외하면 수도이자 실질적으로 보유한 지역들인 도가도의 행정 구역은 북쪽에서 시작해 9개의 지구로 나뉘었다:그라도, 카오를레, 토르첼로, 무라노, 말라모코, 키오자, 로레오, 카바르체레, 감바라레. 초창기 호민관 (민중들에 의해 선출)과 가스타르드 (도제에 해당)를 대신하여, 베네치아 공화국의 각 지구는 백작이 지배하는 그라도를 제외하면 포데스타라는 직위를 가진 도시 귀족들이 이끌었다.
스타토 다 마르는 베네치아 공화국이 가진 세 개의 영토의 행정 구역 중 하나로, 나머지 두 개는 스타토 다 마르 (해양 영토)와 도미니 디 테라페르마 (본토 지배 지역)이다.
도가도 (Dogado)는 베네치아와 다른 이탈리아의 도시 국가들이 세습적 직위로서 가졌던 공작을 뜻하는 두카토 (Ducato, 공작령)과 같은 뜻이다.

## 참고 서적
- Da Mosto, Andrea: L'Archivio di Stato di Venezia, Biblioteca d'Arte editrice, Roma, 1937.
- Mutinelli, Fabio: Lessico Veneto, tipografia Giambattista Andreola, Venezia, 1852.